# Awassa Kenemastadion
Het Hawassa Kenema Stadion is een multifunctioneel stadion in Awasa, een stad in Ethiopië. Het stadion wordt vooral gebruikt voor voetbalwedstrijden, de voetbalclub Awassa City FC maakt gebruik van dit stadion. Er is plaats voor 25.000 toeschouwers. Het stadion moet niet verward worden met het Hawassa University Stadium, wat een capaciteit heeft van 15.000.